# Tockus erythrorhynchus
El toco piquirrojo (Tockus erythrorhynchus) es una especie de ave bucerotiforme de la familia Bucerotidae ampliamente distribuida por África.
Esta ave es ampliamente conocida por el gran público, sobre todo infantil, al pertenecer a esta especie Zazú, personaje de la película de dibujos animados El rey león, y sus secuelas, The Lion King II: Simba's Pride y El rey león 3: Hakuna Matata.

## Subespecies
Se reconocen cuatro subespecies de Tockus erythrorhynchus:
- Tockus erythrorhynchus kempi - de Senegambia a Malí delta interior del río Níger.
- Tockus erythrorhynchus erythrorhynchus - de Sierra Leona a Somalia y sur de Tanzania.
- Tockus erythrorhynchus rufirostris - de Angola y norte de Namibia a Mozambique y este de Sudáfrica.
- Tockus erythrorhynchus damarensis - centro de Namibia (sur de Damaraland)